# Ramphotrigon ruficauda
Ramphotrigon ruficauda е вид птица от семейство Tyrannidae.

## Разпространение
Видът е разпространен в Боливия, Бразилия, Венецуела, Гвиана, Еквадор, Колумбия, Перу, Суринам и Френска Гвиана.